# Atanas Atanasov
Atanas Atanasov (em búlgaro:  Атанас Атанасов, 1904 — data de morte desconhecido) foi um ciclista olímpico búlgaro. Representou sua nação em dois eventos nos Jogos Olímpicos de Verão de 1924.